# Jarrier
Jarrier település Franciaországban, Savoie megyében. Lakosainak száma 502 fő (2022. január 1.). Jarrier Saint-Alban-des-Villards, Saint-Jean-de-Maurienne, Sainte-Marie-de-Cuines, Saint-Pancrace és La Tour-en-Maurienne községekkel határos.

## Népesség
A település népességének változása:
| Lakosok száma | 484  | 497  | 513  | 503  | 497  | 491  | 495  | 499  | 502  |
|               | 2013 | 2015 | 2016 | 2017 | 2018 | 2019 | 2020 | 2021 | 2022 |